# Bielska Wola
Bielska Wola (ukr. Більська Воля) – wieś na Ukrainie w rejonie włodzimierzeckim, obwodu rówieńskiego.
W czasie okupacji niemieckiej mieszkająca we wsi ukraińska rodzina Kreczików udzielała schronienia Żydom. W 2005 roku Instytut Jad Waszem uhonorował za to Prokipa, Hannę, Petra i Martę Kreczików tytułami Sprawiedliwych wśród Narodów Świata.
Istniała dawniej gmina Bielska Wola.